# Townleyhall
Koordinaten: 53° 43′ 15,7″ N, 6° 27′ 3,8″ W

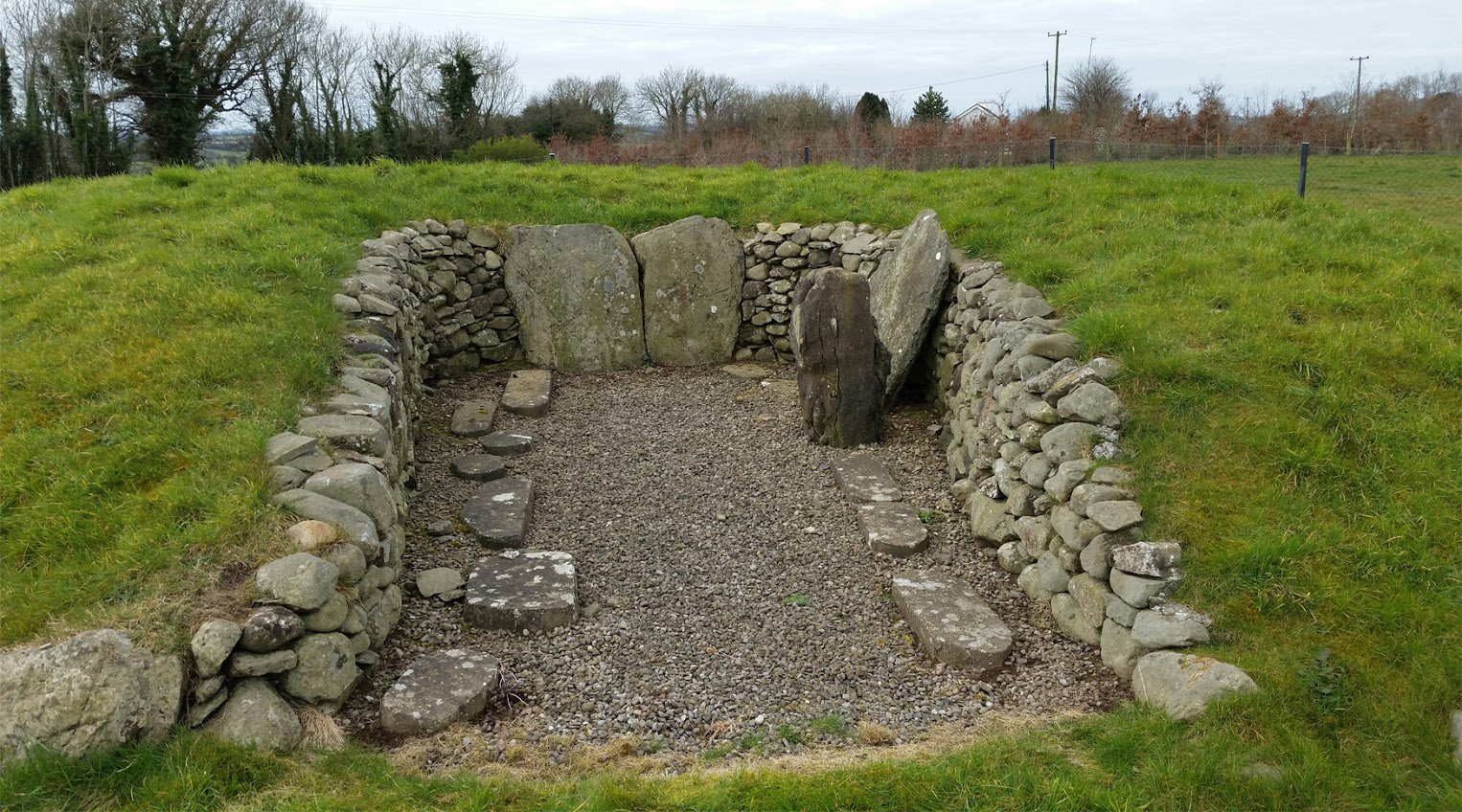
Passage Tomb Townleyhall

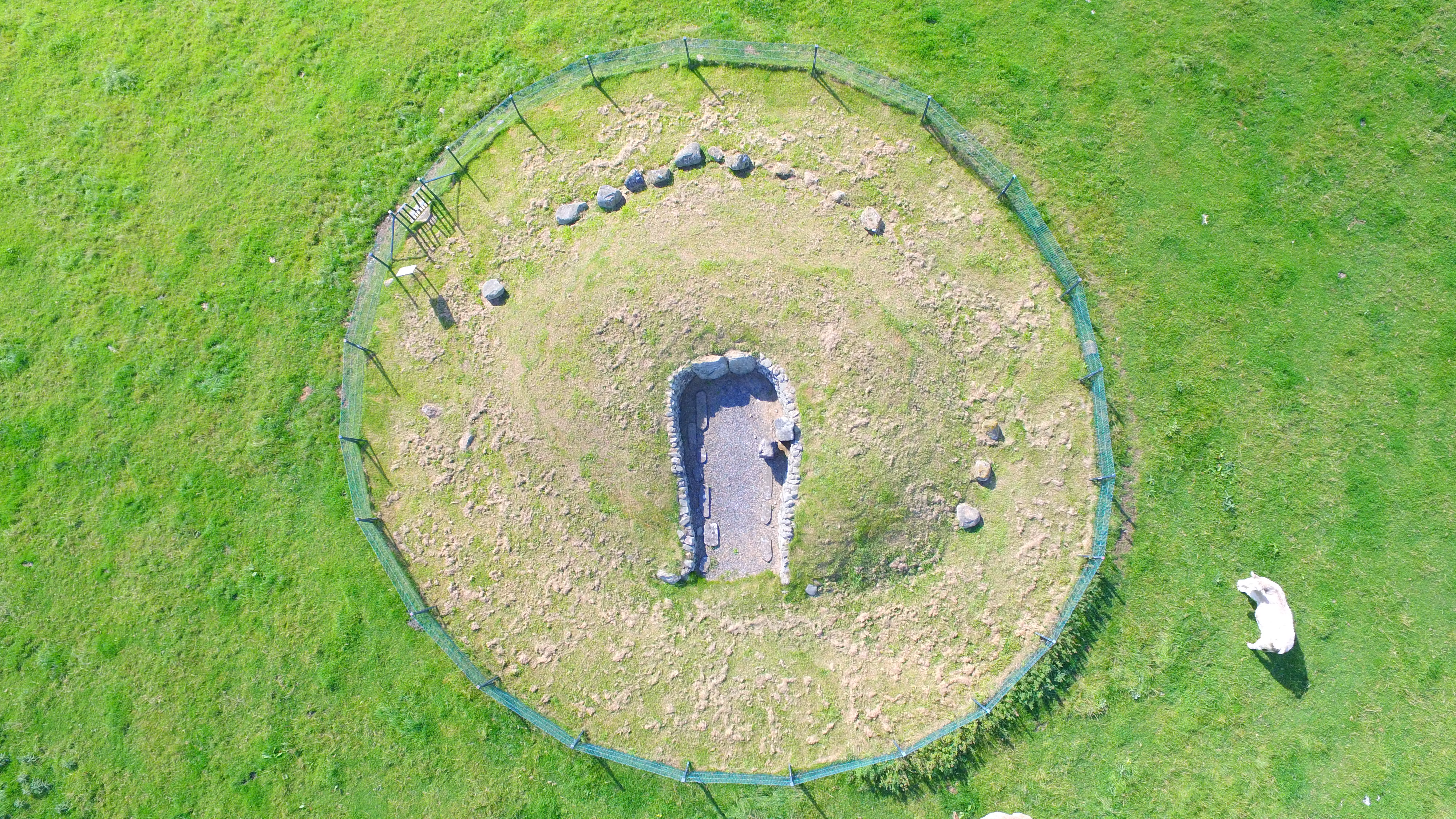
Passage Tomb Townleyhall

Das Passage Tomb von Townleyhall (irisch Halla an Toinlígh), auch Littlegrange genannt, liegt als Teil des megalithischen Komplexes von Brú na Bóinne, als südlichste Megalithanlage in der Grafschaft Louth in Irland, an der N51 (Straße) westlich von Drogheda nur wenig nördlich der Anlage von Dowth, die im County Meath liegt. 
Das etwa 3000 v. Chr. errichtete Passage Tomb war ursprünglich Standort einer neolithischen Siedlung. Seine Bauweise ist nicht vergleichbar mit der seiner Nachbarn im Boyne Tal (Dowth, Knowth und Newgrange), die teilweise "cruciforme" Kammern aufweisen. Es besteht aus einem einzelnen ungegliederten rechteckigen Raum, der durch einen kurzen Gang erschlossen wird. Nur wenige Orthostaten überlebten. Das Grab sieht wie ein Zwischending zwischen Passage- und Wedge Tomb aus.
Townleyhall wurde in den frühen 1960er Jahren von George Eogan als erste der Anlagen im Boyne Valley ausgegraben. Er fand Brandgräber und Carrowkeel-Ware, als erste Anzeichen dafür, dass Irlands Passage Tombs neolithisch waren. Die Anlage wurde mit trockenen Stützmauern für die Besichtigung hergerichtet. Im Anschluss wurden andere Anlagen im Gebiet ausgegraben, wobei die Methoden nach heutigen Standards als grob betrachtet werden.